# Záchytná neutronová terapie

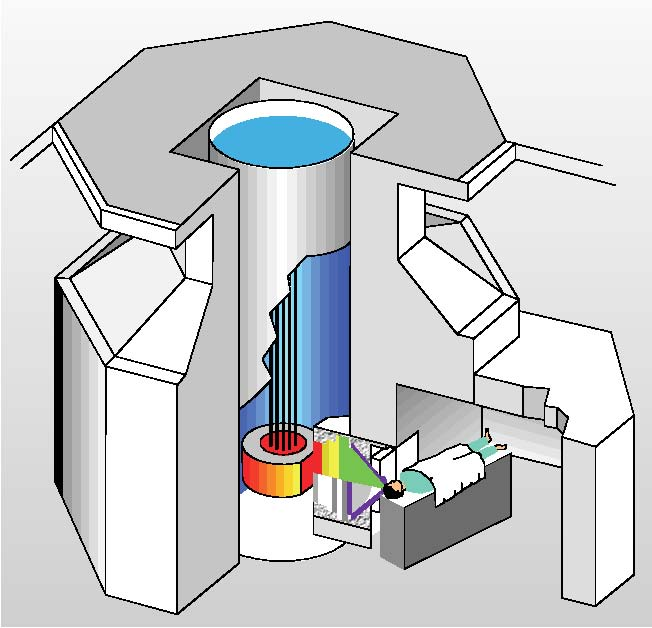
Schematické znázornění terapie v Otaniemi, Finsko.

Záchytná neutronová (angl. (Boron)neutron capture therapy, BNCT, NCT) je experimentální forma radioterapie, která používá tok neutronů interagujících s borem podaným pacientovi. NCT závisí na interakci pomalých neutronů s izotopem boru 10, při které dochází k produkci alfa částic a jader lithia bez produkce dalších typů radiace.
Pacientovi je nejprve nitrožilně podán bor 10, který je chemicky upraven tak, aby se preferenčně vázal na nádorové buňky nebo se hromadil ve tkáni nádoru. V klinických studiích se používané neutrony získávají v jaderném reaktoru, ale může být použit i částicový urychlovač, kdy se atomy litia či berylia bombardují urychlenými protony.
Neutrony procházejí moderátorem, který ohraničí energetické spektrum neutronů tak, aby byly použitelné k NCT. Před vlastním ozařováním pacienta je neutronový paprsek ohraničen kolimátorem. Během průchodu tkáněmi pacienta jsou neutrony dále zpomalovány kolizemi s ostatními částicemi a stávají se tak nízkoenergetickými tepelnými neutrony. Teprve tepelné neutrony mohou reagovat s jádry boru 10, teprve se složí do excitovaného jádra izotopu bor 11, který se však rychle rozpadá na lithium 7 a na alfa částici. Jak iont lithia, tak i alfa částice působí ionizačně, rozsah této ionizace je však omezen jen na blízké okolí proběhlé jaderné reakce, v průměru 5-9 mikrometrů, tedy zhruba průměr jedné buňky. Výhodou této metody je to, že je radioaktivně poškozeno jen blízké okolí a je šetřena zdravá tkáň.
NCT byla experimentálně testována nejprve jako alternativní terapie maligního nádoru mozku (glioblastoma multiforme) a rekurentních lokálně pokročilých nádorů hlavy a krku. Navzdory zprávám o některých úspěšných výsledcích není dosud dokázáno, že by byl tento přístup lepší než ostatní současné terapeutické postupy. Z toho důvodu nebyla NCT zavedena do běžného klinického použití.

## Historie NCT
Po objevu neutronu Sirem Jamesem Chadwickem v roce 1932, práce H.J.Taylora v roce 1935 ukázala schopnost boru 10 zachytit tepelné neutrony. Záchyt neutronu iniciuje štěpení jádra boru 10 na alfa částici (jádro hélia 4) a lithium 7. V roce 1936 si Locher uvědomil potenciál tohoto objevu v medicíně a následně navrhl, že by bylo možné využít záchytu neutronů v terapii nádorů jako binární systém využívající dvě oddělené komponenty. Každá komponenta je sama o sobě relativně neškodná pro buňky, ale jejich společné působení je pro buňky letální. Jak pokračoval vývoj neutronové záchytné terapie, zkoumaly se další radioizotopy, jako např. uran 235. Nicméně Lussenhop a kol. v roce 1950 ukázali, že množství uranu potřebného pro úspěšnou realizaci NCT by bylo příliš toxické.